# Armand Bazin de Bezons (évêque de Carcassonne)
Pour les articles homonymes, voir Armand Bazin de Bezons, Bazin et Bezons (homonymie).
Armand Bazin de Bezons, fils du maréchal de France Jacques Bazin de Bezons, neveu de l'archevêque Armand Bazin de Bezons, est né à Paris le 30 mars 1701, et mort à Carcassonne le 11 mai 1778.

## Biographie
Né à Paris deuxième fils du maréchal de France Jacques Bazin de Bezons, neveu homonyme et filleul de Armand Bazin de Bezons alors archevêque de Bordeaux il est élevé au séminaire Saint-Magloire et pourvu très jeune de deux abbayes en commende. Nommé évêque de Carcassonne en 1730 il est consacré le 14 janvier 1731 au couvent des Théatins de Paris. Favorable aux jansénistes il refuse l’acception de la bulle Unigenitus et pendant son long épiscopat, il laisse attaquer l’enseignement des Jésuites et refuse de s'associer aux réclamations de l'épiscopat en leur faveur en 1761-1765.
Avant-dernier abbé de Lagrasse à partir de 1721, il sera à l'origine d'un bréviaire et d'un missel gallican pour son diocèse.

Il se fait également remarquer par ses charités, sa piété et son activité de bâtisseur à Carcassonne. Il fait construire les halles et un nouveau palais épiscopal devenu le siège de la préfecture de l'Aude, combler les fossés médiévaux de la ville basse pour en faire des boulevards et ouvrir une route vers le Minervois. il repose au cimetière de la Cité de Carcassonne qu'il avait lui-même créé, en dehors des remparts de la Cité, par souci d'hygiène, en remplacement de celui situé sur la place Saint-Sernin, actuelle place Marcou,,,.

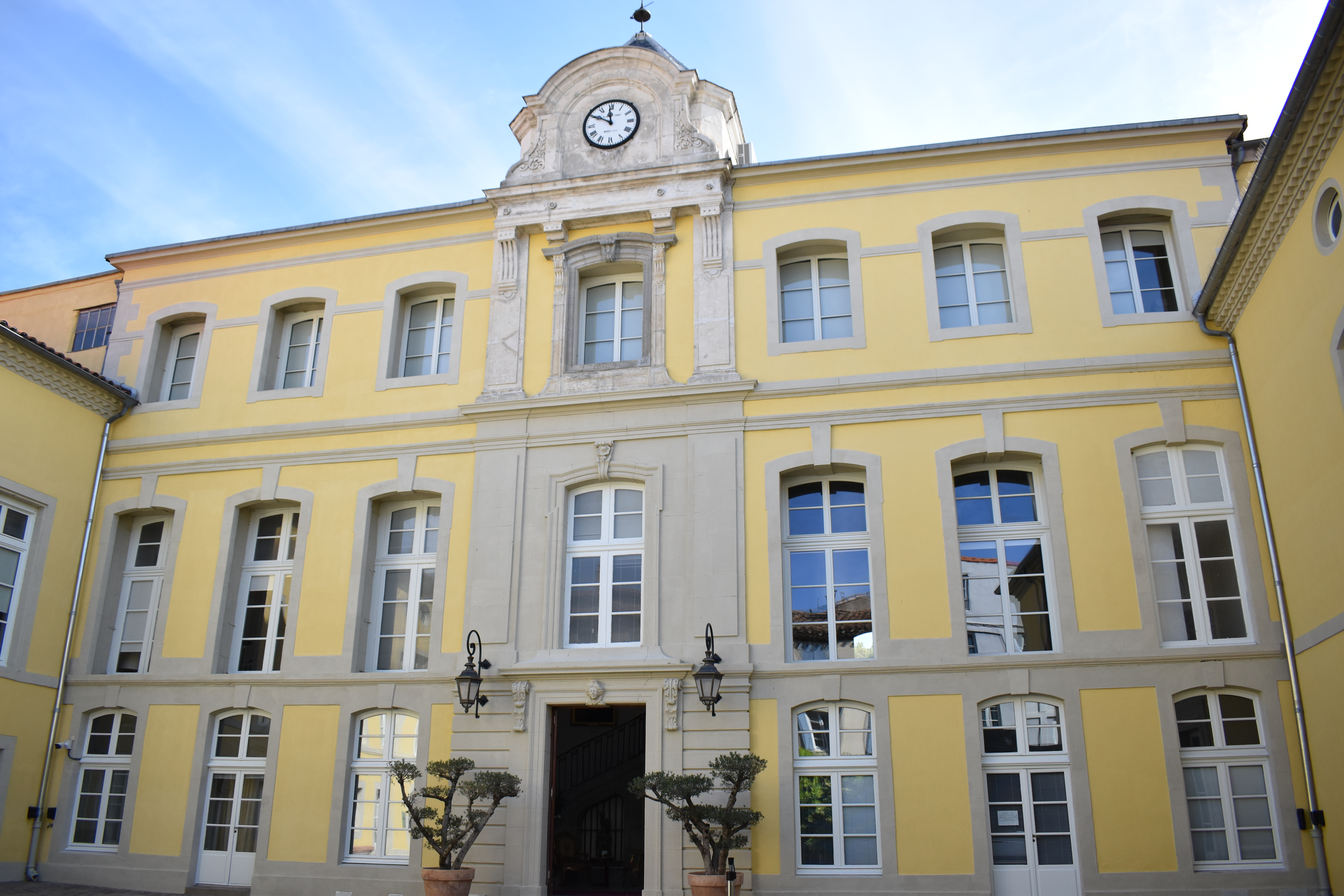
L'hôtel de la préfecture, ancien palais épiscopal, construit sous la mandature d'Armand Bazin de Bezons.
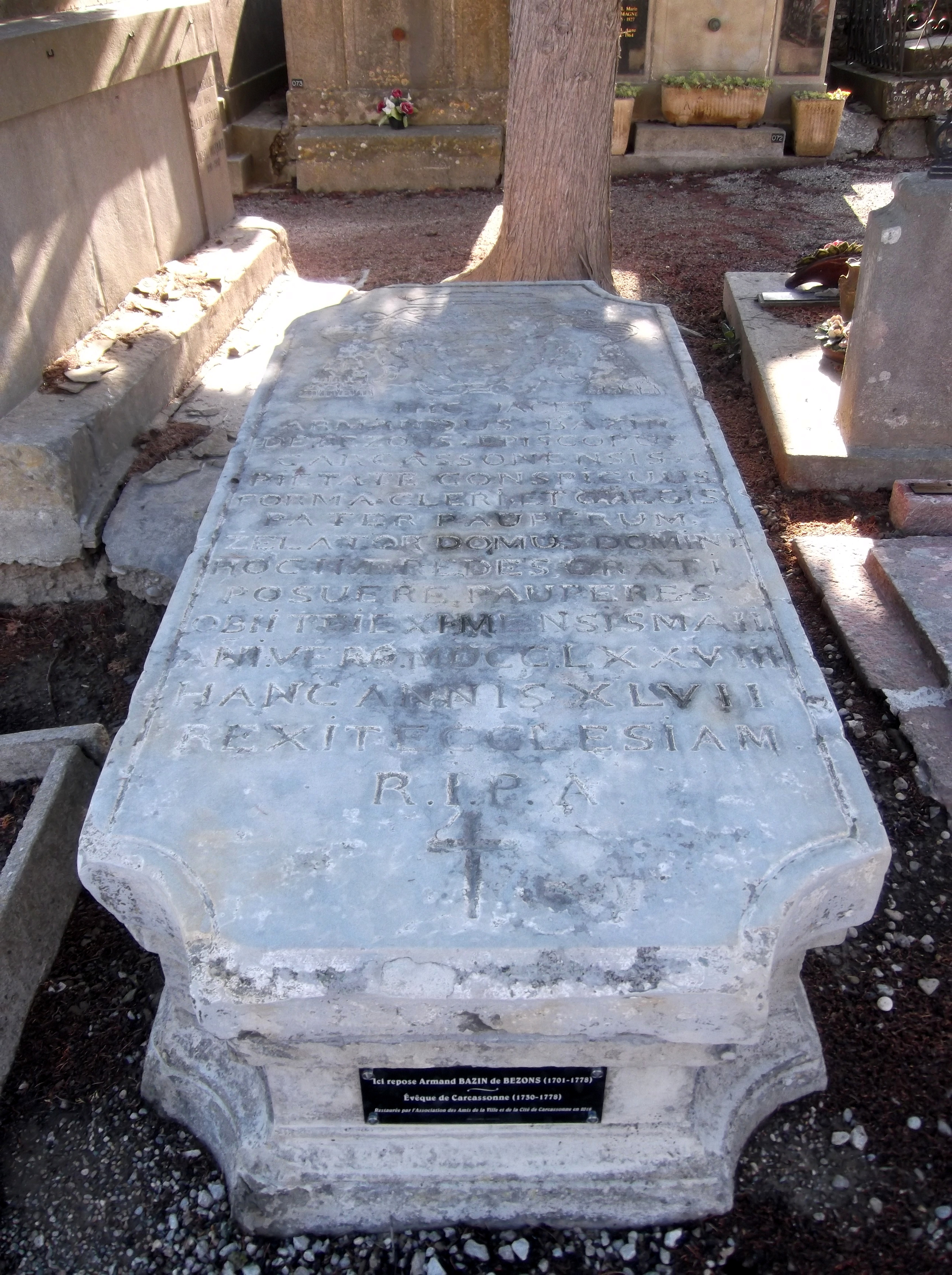
La tombe d'Armand Bazin de Bezons située au cimetière de la Cité de Carcassonne.
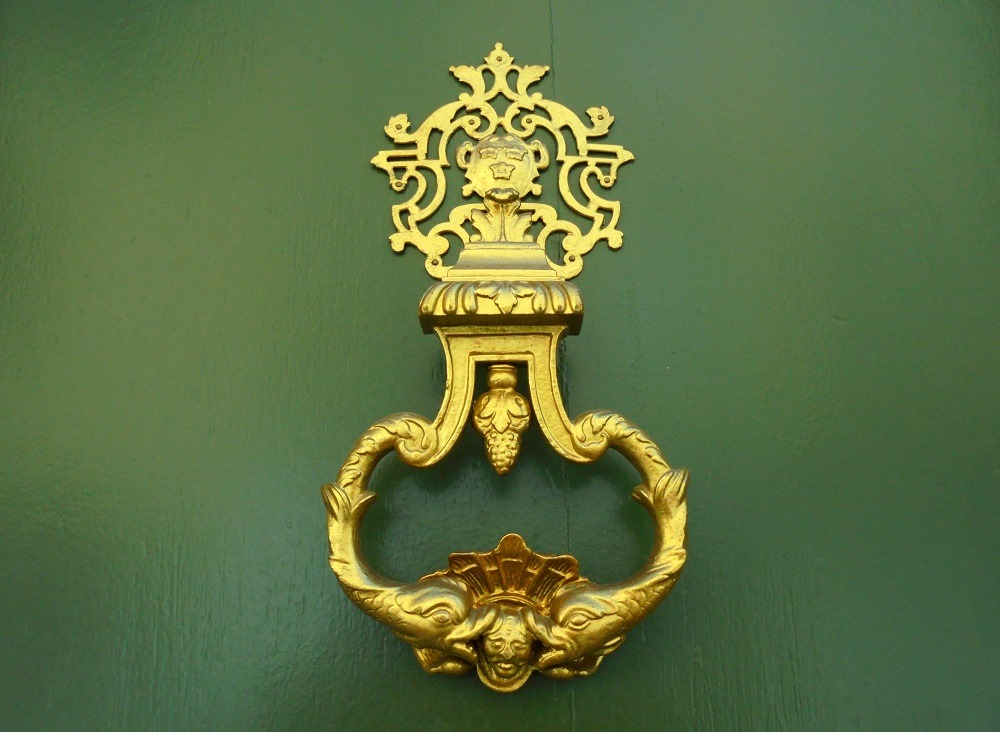
Heurtoir aux armes, « D'azur, à trois couronnes d'or ordonnées », d'Armand Bazin de Bezons, visible sur l'une des portes de la préfecture de l'Aude.

## Postérité
- Une rue et un rond-point portent son nom à Carcassonne.

## Publications
- Bazin de Bezons, Armand, Rituel romain à l'usage du diocèse de Bordeaux, Bordeaux, Cavazza, 1829, 514 p. (lire en ligne)

## Biographie
- Claude-Marie Robion, Armand Bazin de Bezons, dictionnaire biographique Les Audois,p.58,59 Édité par l'Association des amis des archives de l'Aude, la Fédération audoise des œuvres laïques et la Société d'études scientifiques de l'Aude. Imprimerie D3, Rouffiac d'Aude 1990  (ISBN 2-906442-07-0)